# Fozzy Group
Fozzy Group er en ukrainsk dagligvare- og fødevarekoncern med hovedkvarter i Kyiv. Koncernen driver 263 Silpo supermarkeder, 239 Fora supermarkeder og 9 Fozzy hypermarkeder. Virksomheden blev etableret i 1997. De driver restauranterne U Khromogo Pola, Staromak, U Golema, La Bodeguita del Medio og Divan.